# Heritiera polyandra
Heritiera polyandra är en malvaväxtart som först beskrevs av L.S. Smith, och fick sitt nu gällande namn av A.J.G.H. Kostermans. Heritiera polyandra ingår i släktet Heritiera och familjen malvaväxter. Inga underarter finns listade i Catalogue of Life.